# Herkules (Fernsehserie)
Herkules ist eine in Neuseeland gedrehte Miniserie aus dem Jahr 2005, die das Leben des griechischen Helden Herakles erzählt.

## Handlung
Der junge Herkules hat bereits als Baby Schlangen mit bloßen Händen getötet und muss sich auch im jungen Alter schon gegen die Götter behaupten. Durch eine Intrige tötet er unbeabsichtigt seine drei Söhne. Als Buße muss er sechs Aufgaben erledigen, um sich von seiner Schuld reinzuwaschen, was ihm auch gelingt.

## Hintergrund
Wie in vielen Filmen (Die Bibel – Jesus, Die Bibel – Salomon) arbeitete Regisseur Roger Young mit Filmeditor Benjamin A. Weissman und Komponist Patrick Williams zusammen.
Der Zweiteiler nimmt sich einige Freiheiten raus. So musste Herkules eigentlich zwölf Aufgaben erledigen, im Film hingegen ist nur von sechs die Rede (das Zähmen der menschenfressenden Pferde wird dabei auch mit der Beschaffung des goldenen Gürtels der Amazonenkönigin Hippolyte vermischt). Anders als in den antiken Texten erschlägt er seinen Leierlehrer Linos nicht. Er schlägt ihn zwar nieder, doch stellt sich heraus, dass dieser noch lebt und er Herkules nach der Tötung der Hydra begleitet. Außerdem wird der zu tötende Löwe als Sphinx dargestellt und der minoische Stier ist im Film ein Mensch. Dieser erweist sich auch als der Cerberus (der dreiköpfige Wachhund der Unterwelt), wiederum in Menschengestalt (der dreiköpfige Hund existiert demnach überhaupt nicht).

## Ausstrahlung
In den USA wurde der Film am 16. Mai 2005 auf NBC ausgestrahlt. Die Deutschlandpremiere fand am 22. September 2005 auf ProSieben statt.

### Einschaltquoten
| Teil | Datum                  | Zuschauer | Zuschauer       | Marktanteil | Marktanteil     |
| Teil | Datum                  | Gesamt    | 14 bis 49 Jahre | Gesamt      | 14 bis 49 Jahre |
| ---- | ---------------------- | --------- | --------------- | ----------- | --------------- |
| 01   | Do, 22. September 2005 | 2,00 Mio. | 1,25 Mio.       | 6,7 %       | 9,7 %           |
| 02   | Fr, 23. September 2005 | 1,75 Mio. | 1,02 Mio.       | 5,9 %       | 8,9 %           |

## Auszeichnungen
Eine Emmy-Nominierung in der Kategorie: „Bester Tonschnitt“